# Lollipop Monster
Lollipop Monster ist ein deutscher Spielfilm von Ziska Riemann aus dem Jahr 2011 mit Jella Haase und Sarah Horváth in den Hauptrollen.

## Handlung
Die 15-jährige Oona muss miterleben, wie ihr Vater Suizid begeht, nachdem er durch sie von der Untreue seiner Ehefrau Kristina erfahren hat. Die gleichaltrige Ari verachtet ihre Eltern, die sich fast ausschließlich um ihren unter Krampfanfällen leidenden Bruder kümmern. Gemeinsam flüchten sich die beiden Freundinnen in eine Art Traumwelt, in der Oona Rachefantasien auslebt und Ari ihre Sexualität entdeckt. Als Oona Ari mit Lukas, dem Freund von Kristina, ertappt, begeht auch sie einen Suizidversuch. Kristina glaubt Oona und Ari nicht, dass Ari eine Affäre mit Lukas hat, woraufhin die beiden Teenager Lukas in eine Falle locken und töten. Im Anschluss daran begräbt Aris Vater die Leiche im Garten.

## Veröffentlichung
Der Film wurde am 14. Februar 2011 auf der Berlinale uraufgeführt und startete am 25. August 2011 in den deutschen Kinos. Er erschien am 25. Februar 2012 auf DVD.
Der Soundtrack des Films erschien am 26. August 2011 auf CD und als Download.

## Kritiken
„Eine wilde Mixtur aus Trash und ernsthaftem Jugenddrama, aus gerne mal überzeichneter Pop(sub)kultur, Comic, Sex und Musik. Die zahlreichen, bunt zusammengewürfelten Elemente geben Lollipop Monster seinen ganz eigenen Charme und seine unverwechselbare Handschrift.“

„Ziska Riemanns Debüt zeigt mit heftigen, schrillen Comic- und Videoclip-Anleihen die Freundschaft zweier radikaler Selbstsucherinnen. Drastisch und zwischendurch ziemlich verrückt – aber allemal interessanter und wahrhaftiger als alle Highschool-Comedys.“

## Auszeichnungen
- Bayerischer Filmpreis 2011: Jella Haase als Nachwuchsdarstellerin, Hannes Hubach für die Bildgestaltung
- Preis der deutschen Filmkritik: Beste Musik